# Charles Lawson
Pour les articles homonymes, voir Lawson.
Charles Lawson est un horticulteur et un botaniste britannique, né en 1794 à Édimbourg et mort le 21 décembre 1873 dans cette même ville.

## Biographie
Il est le fils de Peter Lawson (avant 1770-1821) qui avait fondé une pépinière à Édimbourg en 1770. Il prend la tête de l’entreprise de son père à la mort de celui-ci. Il diffuse la culture du cyprès de Lawson à partir de graines reçues de la région de la rivière Sacramento  en 1854.

## Source
- Ray Desmond (1994). Dictionary of British and Irish Botanists and Horticulturists including Plant Collectors, Flower Painters and Garden Designers. Taylor & Francis and The Natural History Museum (Londres).